# Police d'État aux États-Unis

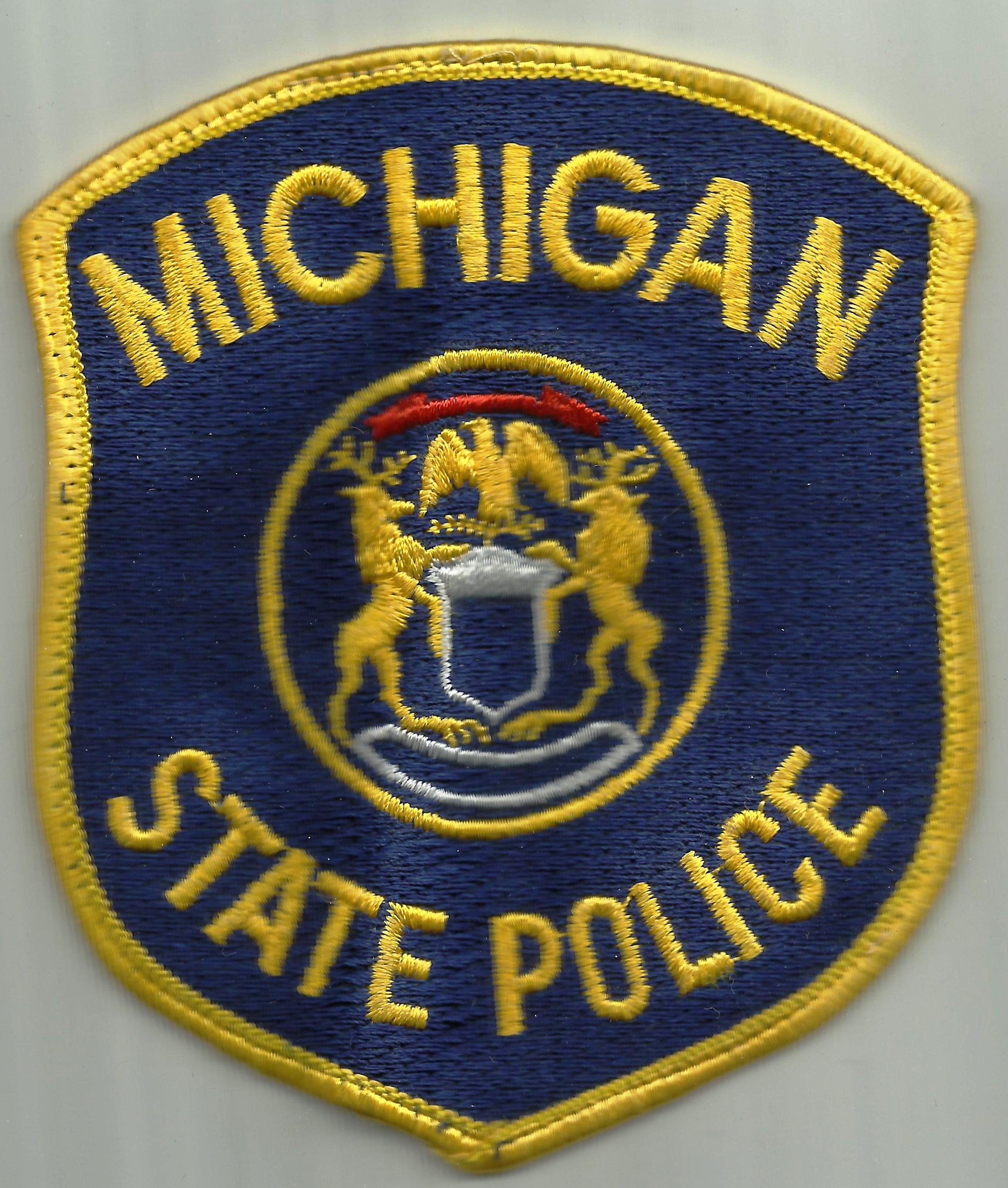
Insigne de la police d'État du Michigan

Aux États-Unis, certains États ont leur service de police dirigé par un haut fonctionnaire nommé par le Gouverneur. Ces forces de police s'occupent notamment de la sécurité sur les routes principales et des affaires criminelles lorsque celles-ci relèvent des compétences des États. Selon les cas, leur nom est Highway Patrol (Routes/Autoroute) ou State Police (crimes graves), les deux pouvant coexister si ces rôles sont disjoints. Ces policiers en uniforme portent le nom de State Troopers.
La police d'État agit en lieu et place des polices locales (souvent municipales) ou des polices des comtés en cas de conflits d'intérêts ou de mises en cause de celles-ci.
Celles qui se trouvent essentiellement sur la Côte est et dans le Nord des États-Unis ont été créées avant l'apparition de l'automobile.

## Liste des polices d'État
- Alabama Highway Patrol (division de l'Alabama Department of Public Safety),
- Arizona State Police,
- Arizona State Capitol Police, chargé de la sécurité dans l'enceinte du parlement de l'Arizona.
- Alaska State Troopers,
- Arkansas State Police,
- California Highway Patrol,
- Connecticut State Police,
- Delaware State Police,
- Idaho State Police,
- Illinois State Police,
- Indiana State Police,
- Kentucky State Police,
- Louisiana State Police,
- Maine State Police,
- Maryland State Police,
- Massachusetts State Police,
- Michigan State Police,
- New Hampshire State Police,
- New Jersey State Police,
- New Mexico State Police,
- New York State Police,
- North Carolina State Highway Patrol (division du North Carolina Department of Public Safety)
- North Dakota Highway Patrol
- Nevada Highway Patrol (division du Nevada Departement of Public Safety)
- Ohio State Highway Patrol (division du Ohio Department of Public Safety)
- Oregon State Police,
- Pennsylvania State Police,
- Rhode Island State Police,
- Texas Highway Patrol et la Texas Ranger Division du Texas Department of Public Safety,
- Vermont State Police,
- Virginia State Police,
- West Virginia State Police,
- Washington State Patrol.

## Police de l'État à Hawaï
Contrairement aux 49 autres États et territoires, Hawaï n'est pas une zone de terre contiguë, mais plutôt un archipel, composé principalement de huit îles principales. En raison de sa géographie, il est impossible d'utiliser les routes pour se rendre d'une juridiction locale ou municipale à une autre. En conséquence, Hawaï est le seul État à ne pas avoir de police d'État et de patrouille routière spécifiquement nommée. Les fonctions de police d'état sont occupées par le Hawaii County Sheriff.

## Police territoriale
Trois des cinq territoires habités en permanence des États-Unis ont un service de police avec une autorité territoriale :
- Département de police de Guam,
- Département de police de Porto Rico,
- Département de police des îles Vierges américaines,
- Département de police des Samoa américaines,
- Département de police des îles Mariannes du Nord.

## Culture populaire
Les plus connues en dehors des États-Unis sont la California Highway Patrol et la Texas Ranger Division à travers les séries télévisées Chips et Walker, Texas Ranger. On peut également citer Les Infiltrés de Martin Scorcese qui met en scène une opposition entre la mafia irlandaise de Boston et la Police d'État du Massachusetts.
Les romans policiers de Dennis Lehane et de Robert B. Parker mettent souvent en scène des membres de celle du Massachusetts comme la série de téléfilms consacrée à Jesse Stone.
Les membres de la Kentucky State Police apparaissent dans la série télévisée Justified.
Des Illinois State Troopers sont mis en scène dans le film culte The Blues Brothers.
Dans la saison 4 de la série télévisée True Detective (2024), le personnage d'Evangeline Navarro fait partie des Alaska State Troopers,